# LPCAT3
LPCAT3 (англ. Lysophosphatidylcholine acyltransferase 3) – білок, який кодується однойменним геном, розташованим у людей на короткому плечі 12-ї хромосоми. Довжина поліпептидного ланцюга білка становить 487 амінокислот, а молекулярна маса — 56 035.
| 10         |  | 20         |  | 30         |  | 40         |  | 50         |
| ---------- |  | ---------- |  | ---------- |  | ---------- |  | ---------- |
| MASSAEGDEG |  | TVVALAGVLQ |  | SGFQELSLNK |  | LATSLGASEQ |  | ALRLIISIFL |
| GYPFALFYRH |  | YLFYKETYLI |  | HLFHTFTGLS |  | IAYFNFGNQL |  | YHSLLCIVLQ |
| FLILRLMGRT |  | ITAVLTTFCF |  | QMAYLLAGYY |  | YTATGNYDIK |  | WTMPHCVLTL |
| KLIGLAVDYF |  | DGGKDQNSLS |  | SEQQKYAIRG |  | VPSLLEVAGF |  | SYFYGAFLVG |
| PQFSMNHYMK |  | LVQGELIDIP |  | GKIPNSIIPA |  | LKRLSLGLFY |  | LVGYTLLSPH |
| ITEDYLLTED |  | YDNHPFWFRC |  | MYMLIWGKFV |  | LYKYVTCWLV |  | TEGVCILTGL |
| GFNGFEEKGK |  | AKWDACANMK |  | VWLFETNPRF |  | TGTIASFNIN |  | TNAWVARYIF |
| KRLKFLGNKE |  | LSQGLSLLFL |  | ALWHGLHSGY |  | LVCFQMEFLI |  | VIVERQAARL |
| IQESPTLSKL |  | AAITVLQPFY |  | YLVQQTIHWL |  | FMGYSMTAFC |  | LFTWDKWLKV |
| YKSIYFLGHI |  | FFLSLLFILP |  | YIHKAMVPRK |  | EKLKKME    |  |            |

A: Аланін

C: Цистеїн

D: Аспарагінова кислота

E: Глутамінова кислота

F: Фенілаланін

G: Гліцин

H: Гістидин

I: Ізолейцин

K: Лізин

L: Лейцин

M: Метіонін

N: Аспарагін

P: Пролін

Q: Глутамін

R: Аргінін

S: Серин

T: Треонін

V: Валін

W: Триптофан

Кодований геном білок за функціями належить до трансфераз, ацилтрансфераз. 
Задіяний у таких біологічних процесах, як метаболізм ліпідів, біосинтез ліпідів, ацетилювання, альтернативний сплайсинг. 
Локалізований у мембрані, ендоплазматичному ретикулумі.